# (58707) Kyoshi
(58707) Kyoshi (1998 CS) – planetoida z pasa głównego asteroid okrążająca Słońce w ciągu 4,2 lat w średniej odległości 2,6 j.a. Odkryta 2 lutego 1998 roku.